# یوری دودنیک
یوری دودنیک (اوکراینی: Юрій Володимирович Дудник؛ زادهٔ ۲۶ سپتامبر ۱۹۶۸) بازیکن فوتبال اهل اوکراین است.
از باشگاه‌هایی که در آن بازی کرده‌است می‌توان به باشگاه فوتبال متالورگ زاپروژیا، باشگاه فوتبال زسکا مسکو، باشگاه فوتبال تاوریا سیمفروپول، باشگاه فوتبال شاختار دونتسک، باشگاه فوتبال استال آلچفسک، باشگاه فوتبال روستوف، باشگاه فوتبال استال کامیانسکه، باشگاه فوتبال اوورلا اوژهورود، باشگاه فوتبال اورارتو، باشگاه فوتبال زوریا لوهانسک، و باشگاه فوتبال کارپاتی لویو اشاره کرد.
وی همچنین در تیم ملی فوتبال اوکراین بازی کرده‌است.